# Sadrak Teguimaha
Sadrak Teguimaha (né le 19 mai 1980) est un coureur cycliste camerounais.

## Palmarès
- 2006
  - 12e étape du Tour du Cameroun
  - 3e et 6e étapes du Tour de l'est international
  - 3e du Tour de l'est international
- 2007
  - 2e et 5e étapes du Tour du Cameroun
  - 8ea étape du Tour de l'est international
  - 2e du Tour de l'est international
  - 2e du Tour du Faso
- 2008
  - Tour de l'est international[1]
  - 5e étape du Tour du Faso
  - 3e du Tour du Faso
- 2009
  - [[Fichier:|20px|class=noviewer|]] Champion du Cameroun sur route
  - 2e étape du Tour de l'est international

## Classements mondiaux
| Année           | 2005 | 2006 | 2007 | 2008 | 2009 | 2010 |
| --------------- | ---- | ---- | ---- | ---- | ---- | ---- |
| UCI Africa Tour | 70e  | 42e  | 28e  | 26e  | 6e   | 93e  |